# Lee Sharpe
Lee Stuart Sharpe (Halesowen, 27 mei 1971) is een voormalig profvoetballer uit Engeland, die als aanvallende middenvelder zijn grootste successen beleefde bij Manchester United (1988-1996) onder trainer-coach Alex Ferguson. Onder diens leiding won hij begin jaren negentig onder meer driemaal de Engelse landstitel en driemaal de FA Cup.

## Interlandcarrière
Sharpe kwam in totaal acht keer (nul doelpunten) uit voor de nationale ploeg van Engeland in de periode 1991–1993. Onder leiding van bondscoach Graham Taylor maakte hij zijn debuut op 27 maart 1991 in de EK-kwalificatiewedstrijd tegen Ierland (1-1) in Londen. Hij viel in dat duel na 45 minuten in voor verdediger Tony Adams.

## Erelijst
Manchester United
- Premier League

1993, 1994, 1996
- FA Cup

1990, 1994, 1996
- Football League Cup

1992
- FA Community Shield

1990, 1993, 1994
- Europa Cup II

1991